# Stå stark du ljusets riddarvakt
Stå stark du ljusets riddarvakt är en svensk fosterländsk sång för manskör från 1848 med text av Johan Nybom och musik av Gunnar Wennerberg.
Ofta kallad "Fansång" eller "Fanmarsch".

## Tillkomst
Gunnar Wennerbergs dotter Signe Taube berättar att hennes far och Johan Nybom inspirerades att komponera vid ett tillfälle då de som vanligt dryftade de höga ämnena dikt, 
fosterlandskärlek och frihet:

| ” | Min far satt vid pianot, Nybom spatserade fram och tillbaka på golfvet med händerna i byxfickorna, under det han föreslog än det ena, än det andra kraftuttrycket, tills han plötsligt dundrade fram: Stå stark du ljusets riddarvakt!, och med jubel improviserades marschen, som sedan mycket litet omarbetades. | „ |

Final
Och stupa vi på ärans bana,

om Hildur våra lif begär,

vi svepa kring oss Sveriges fana

i döden den brudtäcket är!

Hildur eller Hild var en stridens gudinna i asatron.